# Eevi Huttunen
Eevi Maria Huttunen (verheiratete Pirinen; * 23. August 1922 in Karttula; † 3. Dezember 2015 in Kuopio) war eine finnische Eisschnellläuferin. Sie wurde 1951 Weltmeisterin im Mehrkampf und gewann 1960 eine olympische Bronzemedaille über 3000 m.

## Werdegang
Ihre Eislaufkarriere begann Huttunen Ende der 1930er-Jahre. Sie belegte 1941 den zweiten Rang bei den finnischen Meisterschaften hinter Verné Lesche, die 1939 Weltmeisterin geworden war. Auf internationaler Ebene fanden während des Zweiten Weltkriegs keine Titelkämpfe statt. Huttunen, die 1947 ihren ersten von insgesamt elf nationalen Mehrkampftiteln errungen hatte, gab 1948 ihr WM-Debüt und belegte in Turku bei einem von Marija Issakowa angeführten sowjetischen Dreifachsieg den fünften Rang. Insgesamt bestimmten die Eisschnellläuferinnen aus der Sowjetunion in den ersten beiden Nachkriegsjahrzehnten das internationale Wettkampfgeschehen und gewannen während Huttunens Laufbahn nahezu alle Weltmeisterschaftsmedaillen. Bei der WM 1951 in Eskilstuna fehlten die sowjetischen Athletinnen, Huttunen setzte sich mit drei Streckensiegen vor der Norwegerin Randi Thorvaldsen durch und gewann die Goldmedaille. Bis zum Sieg Stien Kaisers 1967 war sie die letzte nicht für die Sowjetunion antretende Eisschnelllauf-Weltmeisterin.
Im weiteren Verlauf der 1950er-Jahre wurde Huttunen dreimal (1953, 1954 und 1955) WM-Vierte. Ihre Stärke lag insbesondere auf den Langdistanzen 3000 m und 5000 m, auf denen sie bei mehreren Weltmeisterschaften Streckenschnellste war. Bei den Olympischen Winterspielen 1960 in Squaw Valley gehörte Eisschnelllauf der Frauen erstmals zum regulären olympischen Programm. Huttunen trat auf allen vier Strecken an und gewann als Dritte über 3000 m hinter Lidija Skoblikowa und Walentina Stenina eine Bronzemedaille. Nach dem olympischen Winter beendete sie mit 37 Jahren ihre aktive Karriere. Die finnischen Sportjournalisten wählten sie 1960 zum vierten Mal nach 1949, 1951 und 1953 zur Sportlerin des Jahres.
Huttunen zog sich nach ihrer Laufbahn aus der Öffentlichkeit zurück. Sie heiratete, nahm den Namen Pirinen an und arbeitete als Büroangestellte in Kuopio. Dort verstarb sie mit 93 Jahren am 3. Dezember 2015.

## Statistik

### Olympische Winterspiele
Eevi Huttunen war 1960 Teil des finnischen Olympiaaufgebots. Sie nahm an vier Wettkämpfen teil, in denen sie eine Bronzemedaille gewann.
| Olympische Winterspiele | Olympische Winterspiele | 500 m | 1000 m | 1500 m | 3000 m |
| Jahr                    | Ort                     | 500 m | 1000 m | 1500 m | 3000 m |
| ----------------------- | ----------------------- | ----- | ------ | ------ | ------ |
| 1960                    | Squaw Valley            | 13.   | 9.     | 14.    | 3.     |

### Mehrkampfweltmeisterschaften
Von 1948 bis 1960 nahm Eevi Huttunen an elf Mehrkampfweltmeisterschaften teil und gewann dabei eine Goldmedaille. Die folgende Tabelle zeigt ihre Zeiten – und in Klammern jeweils dahinter ihre Platzierungen – auf den vier gelaufenen Einzelstrecken sowie die sich daraus errechnende Gesamtpunktzahl nach dem Samalog und die Endplatzierung. Die Anordnung der Distanzen entspricht ihrer Reihenfolge im Programm der Mehrkampf-WM zur aktiven Zeit Huttunens, 1956 wurde die Zusammensetzung des Mehrkampfes geändert.
| Mehrkampf-WM | Mehrkampf-WM | 500 m (in Sekunden) | 3000 m (in Minuten) | 1000 m (in Minuten) | 5000 m (in Minuten) | Punkte  | Platz |
| Jahr         | Ort          | 500 m (in Sekunden) | 3000 m (in Minuten) | 1000 m (in Minuten) | 5000 m (in Minuten) | Punkte  | Platz |
| 1948         | Turku        | 52,7 (6)            | 5:45,8 (3)          | 1:50,4 (6)          | 09:49,6 (2)         | 224,493 | 5.    |
| 1949         | Kongsberg    | 50,3 (7)            | 5:39,3 (6)          | 1:46,1 (7)          | 09:44,8 (4)         | 218,380 | 6.    |
| 1950         | Moskau       | 52,3 (12)           | 6:03,9 (12)         | 1:57,7 (13)         | 12:10,4 (8)         | 244,840 | 11.   |
| 1951         | Eskilstuna   | 50,8 (2)            | 5:39,1 (1)          | 1:42,5 (1)          | 09:45,8 (1)         | 217,146 | 1.    |
| 1952         | Kokkola      | 52,2 (7)            | 5:46,7 (3)          | 1:47,4 (8)          | 09:33,1 (2)         | 220,993 | 5.    |
| 1953         | Lillehammer  | 50,3 (8)            | 5:29,9 (3)          | 1:40,8 (6)          | 09:06,1 (1)         | 210,293 | 4.    |
| 1954         | Östersund    | 50,0 (9)            | 5:30,6 (4)          | 1:43,1 (6)          | 09:20,2 (1)         | 212,670 | 4.    |
| 1955         | Kuopio       | 50,5 (5)            | 5:37,3 (2)          | 1:44,8 (7)          | 09:30,6 (2)         | 216,176 | 4.    |
| Jahr         | Ort          | 500 m (in Sekunden) | 1500 m (in Minuten) | 1000 m (in Minuten) | 3000 m (in Minuten) | Punkte  | Platz |
| 1957         | Imatra       | 51,1 (9)            | 2:41,6 (8)          | 1:43,8 (8)          | 5:33,8 (1)          | 212,499 | 8.    |
| 1959         | Swerdlowsk   | 49,8 (11)           | 2:36,9 (6)          | 1:43,7 (7)          | 5:30,3 (1)          | 209,000 | 5.    |
| 1960         | Östersund    | 51,9 (6)            | 2:43,4 (8)          | 1:42,7 (7)          | 5:34,8 (3)          | 213,516 | 6.    |

### Persönliche Bestzeiten
Huttunen stellte zwei ihrer persönlichen Rekorde bei den Olympischen Winterspielen 1960 auf, die anderen zu einem früheren Zeitpunkt ihrer Laufbahn.
| Distanz | Zeit       | Datum            | Ort          |
| ------- | ---------- | ---------------- | ------------ |
| 500 m   | 48,2 s     | 8. März 1957     | Pieksämäki   |
| 1000 m  | 1:37,2 min | 22. Februar 1960 | Squaw Valley |
| 1500 m  | 2:35,1 min | 21. Februar 1960 | Squaw Valley |
| 3000 m  | 5:18,8 min | 8. März 1957     | Pieksämäki   |
| 5000 m  | 9:06,1 min | 21. Februar 1953 | Lillehammer  |